# Robert-Schmidt-Berufskolleg
Das Robert-Schmidt-Berufskolleg ist eine Vollzeitschule des zweiten Bildungswegs im Moltkeviertel im Essener Stadtteil Huttrop sowie eine Berufsschule. Die Schüler und Schülerinnen können auf diesem Berufskolleg den schulischen Teil der Fachhochschulreife erlangen.

## Schulformen
Im Bereich der Vollzeitschule bietet des Kolleg folgende Schulformen an:
- Berufsfachschule
- Höhere Handelsschule
- Fachoberschule

Es werden im Bereich der Berufsschule neun Ausbildungen angeboten:
- Automobilkaufleute
- Fachangestellte für Medien- und Informationsdienste
- Fachlageristen
- Fachkraft für Lagerlogistik
- Groß- und Außenhandel
- Medizinische Fachangestellte
- Spedition und Logistikdienstleistung
- Steuerfachangestellte
- Tourismuskaufleute
- Zahnmedizinische Fachangestellte

Weiterhin bietet des Berufskolleg Englisch, Französisch, Spanisch und Russisch als Fremdsprache an.

## Schulgebäude und Historie
Das Schulgebäude wurde in der Kaiserzeit von 1908 bis 1911 vom Architekten Edmund Körner geplant. Bedeutung gewinnt das Gebäude durch seine Hinweise auf die Gründungsphase polytechnischer Anstalten im Wilhelminischen Kaiserreich. Die Errichtung des Gebäudes fand unter Einfluss des ècole polytechnique aus Paris von 1795 statt. Es finden sich Elemente des Jugendstils und des Historismus wieder. Weitere Besonderheiten des Gebäudes prägen sich durch seinen monumentalen Charakter und den Uhrenturm mit Kuppeldach aus. Neben dem Hauptgebäude gibt es auch eine für die Zeit typische Direktorenvilla.
Die Schule wurde bewusst mit einem großen Uhrenturm ausgestattet, da das Bauwerk zur Zeit der Errichtung auf einem der höchsten geografischen Gebiete der damaligen Stadt Essen entstand.
Nach der Fertigstellung bezog die 1908 gegründete Königliche Baugewerkschule das Gebäude. Im Zweiten Weltkrieg wurde das Gebäude beschädigt und in teils veränderter Form wiederaufgebaut.
Im Jahr 1969 wurde das heutige Robert-Schmidt-Berufskolleg unter den Namen Kaufmännische Unterrichtsanstalten Nord im Essener Stadtteil Altenessen gegründet. Es gab bereits in den 1970er Jahren einen Antrag auf einen Neubau, der nicht realisiert wurde. 1982 wurde das Robert-Schmidt-Berufskolleg in das heutige Gebäude verlegt. Am 14. Februar 1985 wurde es in die Denkmalliste der Stadt Essen eingetragen.
Im August 2000 wurde die Schule von der Kaufmännische Schule III in Robert-Schmidt-Berufskolleg, nach dem Stadtplaner und Verbandsdirektor des Siedlungsverbandes Ruhrkohlenbezirk, Robert Schmidt, umbenannt.
2015 plante der Bürgerverein Moltkeviertel eine Sanierung des Turms. Hierzu warb der Verein um 15.000 Euro Spendengelder aus der Bevölkerung. Die Leiterin der Denkmalbehörde sprach sich positiv zum Vorhaben aus. Hierbei wurde eine Veränderung des Uhrwerks geplant. Die vier Zifferblätter wurden ursprünglich durch ein einzelnes Uhrwerk betrieben, welches zu Komplikationen im Betrieb bei Wind führte. Diese wurden durch vier separate Uhrwerke ersetzt. Im August 2016 entfernte die Stadt aus Kostengründen und baulichen Mängeln die Zifferblätter der Uhr. Der Verein hatte jedoch bereits 9000 Euro gesammelt, welche für die Sanierung des Uhrwerks ausreichend waren. Die Stadt weigerte sich aber, für den Ersatz der Zifferblätter aufzukommen. Somit sammelte der Verein bis zum November 2016 weitere Spendengelder von 2500 Euro, welche einen Gesamtbetrag von 17.500 Euro ergaben. Der Verein kritisierte weiterhin, dass die Stadt die Auftragsvergabe nicht dem Verein überlassen wollte. Zum Ende des Jahres 2016 wurde die Sanierung fertiggestellt.

## Partnerschule
2015 wurde mit der chinesischen Logistikschule Qingdao Commerce School in Qingdao eine Partnerschaft eingegangen. Hierzu besuchte eine chinesische Delegation, bestehend aus der chinesischen Provinzregierung und Vertretern der Qingdao Commerce School, das Robert-Schmidt-Berufskolleg. Weiterhin finden Schüleraustausche statt.
Außerdem hat die Schule Beziehungen mit der Shanghai I&C Foreign Languages School und hatte 2016 eine Projektwoche für Lehrkräfte und Schüler der Shanghai I&C Foreign Languages School veranstaltet. Dort wurden Kenntnisse zum deutschen Wirtschaftssystem vermittelt.